# 晉江里
晉江里，為臺中市沙鹿區的一個里。

## 位置
位於沙鹿區東南側，北邊為竹林里、西邊為北勢里，南側則為六路里。

## 設施

### 學校
- 靜宜大學
- 弘光科技大學